# OZ-14 Grosa
Das OZ-14 Grosa (russisch ОЦ-14 Гроза) ist ein russisches Bullpup-Sturmgewehr mit mehreren Feuermodi im Kaliber 7,62 × 39 mm und 9 × 39 mm Unterschall. Es wurde in den 1990er Jahren bei ZKIB-SOO (Zentrales Design- und Forschungsbüro für Sport- und Jagdwaffen) in Tula entwickelt. Die Waffe ist umgangssprachlich unter den Bezeichnungen OZ-14 oder OZ-14 „Grosa“ („Gewitter“) bekannt. Es gibt eine vom OZ-14-4A „Grosa-4“ abgeleitete Variante, das TKB-0239 (ТКБ-0239), auch bekannt als OZ-14-1A „Grosa-1“, für das Kaliber 7,62 × 39 mm.

## Geschichte
Die Arbeit am OZ-14-4A-Projekt begann im Dezember 1992. Chefentwickler der Waffe waren Waleri Telesch, verantwortlich für die GP-25 und GP-30-Unterlauf-Granatwerfer, und Juri Lebedew. Das Team sollte ein integriertes System entwickeln, das alle Vorzüge von Waffen für kürzeste Kampfdistanzen in einer einzigen Waffe auf Basis der AKS-74U vereinen sollte. Erste Prototypen waren innerhalb eines Jahres testbereit und die Waffe war Anfang 1994 reif für die Serienproduktion.
Die Waffe wurde der Öffentlichkeit im April 1994 auf der MILIPOL-Messe in Moskau vorgestellt und kurz darauf vom russischen Innenministerium in Dienst genommen. Der Erfolg der OZ-14-4A in den Händen von Truppen des Innenministeriums erregte die Aufmerksamkeit des russischen Verteidigungsministeriums, das ebenfalls eine solche Waffe suchte. Nach einer Testphase wurde die Waffe in das Arsenal der Speznas, einiger Fallschirmjägereinheiten sowie spezialisierter Kampfverbände wie etwa der Pioniere aufgenommen. Die Waffe sollte ursprünglich die vier Kaliber 5,45 × 39 mm, 5,56 × 45 mm, 7,62 × 39 mm und 9 × 39 mm verschießen können. Diese Idee wurde aufgegeben und das Sturmgewehr wurde auf das Kaliber 9 × 39 ausgelegt, um die Anforderungen des Innenministeriums an eine Nahkampfwaffe für den Einsatz in Tschetschenien zu erfüllen.

## Designdetails

### Mechanismus
Das OZ-14-4A ist ein Handfeuerwaffensystem auf Basis der AKS-74U. Das Gewehr bietet mehrere Feuermodi, ist luftgekühlt und wird mit Magazinen geladen. Es handelt sich um einen Gasdrucklader mit Drehkopfverschluss.

### Besonderheiten
Die Komponenten des OZ-14-4A stimmen zu 75 % mit denen der AKS-74U überein. Die Grundkomponenten der Waffe sind direkt von der AKS-74U entliehen und nur leicht verändert, wodurch das Gesamtdesign vereinfacht und die Waffe deutlich verbilligt wurde. Das Design der Waffe ist modular, was den Zusammenbau von einer der vier Waffenversionen je nach Bedarf der Mission ermöglicht. Das Bullpup-Layout verbessert die Balance und macht die Waffe leichter zu tragen. Der Griff ist nach vorne verschoben, was das Sturmgewehr kompakt macht, so dass es verdeckt getragen werden kann, und es so gut ausbalanciert, dass es auch wie eine Pistole mit nur einer Hand abgefeuert werden kann.
Die Waffe ist aufschießend und hat einen Hahn. Sie hat nur einen Abzug; ein Drei-Positionen Feuermodusauswahl- und Sicherungsschalter auf der linken Seite des Systemkastens stellt ein, ob der Abzug das Gewehr oder den Granatwerfer abfeuert, oder ob es gesichert ist. Das Sturmgewehr hat eine offene Visierung im Tragegriff, die aus einer verschiebbaren Lochkimme, vorkalibriert für Entfernungen von 50 bis 200 m, und einem Korn besteht. Das Zielen mit dem Unterlauf-Granatwerfer erfolgt mit einem ausklappbaren Visier. Die Waffe kann mit verschiedenen optischen Zielhilfen ausgerüstet werden, etwa dem PSO-1-Zielfernrohr, das direkt auf dem Tragegriff montiert werden kann, oder, wie bei frühen Modellen, auf einer Montagemöglichkeit an der linken Seite des Systemkastens. Das OZ-14-4A hat eine Gratleiste für Nachtsichtoptiken, auf der alle verbreiteten Nachtsichtoptiken montiert werden können.

### Zubehör
Die Waffe wird in einem Transportbehälter aus Aluminium mit Ausrüstung und Zubehör für eine große Bandbreite an taktischen Situationen ausgeliefert. Der Transportbehälter enthält unter anderem zwei verschiedene Griffstücke und Abzugsgruppen, eine für die Benutzung mit dem modifizierten GP-25/30-Unterlauf-Granatwerfer und eine andere für die Benutzung ohne Granatwerfer. Wenn der Unterlauf-Granatwerfer installiert ist, wird das Gewehr/Granatwerfer-System mit einem gemeinsamen Abzug bedient. Ein Auswahlschalter auf der linken Seite des Griffes nahe dem Abzugsbügel erlaubt es dem Benutzer, zwischen dem Gewehr- oder dem Granatwerferlauf zu wählen. Ist der Unterlauf-Granatwerfer nicht montiert, so tritt an seine Stelle ein vorderer vertikaler Griff. Ebenfalls in der Standardausrüstung enthalten sind ein Schalldämpfer und ein schnell zu montierender kürzerer Lauf zur Benutzung mit dem Schalldämpfer, falls maximale Kompaktheit gewünscht ist.

### Varianten

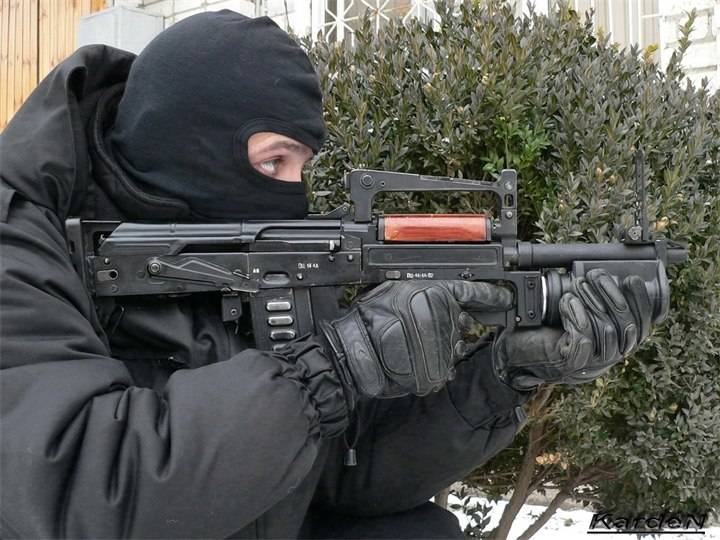
OZ-14 Grosa

- OZ-14-1A Grosa-1 – Hauptmodel im Kaliber 7,62 × 39 mm M43; nutzt dieselben Magazine wie die AK-47-/ AKM-Sturmgewehrfamilie. Die Waffe in diesem, bei dieser Waffe ursprünglich nur experimentell eingesetzten Kaliber, wurde später von der Armee im Jahre 1998 bei Fallschirmjägern, Pionieren und Speznas-Truppen eingeführt. Sie hat eine höhere Reichweite und Stoppwirkung als die Unterschallversion und kann billigere und bereits bevorratete Munition verwenden.
  - OZ-14-1A-01 – Karabiner-Variante mit kurzem Lauf und einem vorderen vertikalen Griff.
  - OZ-14-1A-02 – Spezielle Karabiner-Variante mit kurzem Lauf mit Schalldämpfergewinde.
  - OZ-14-1A-03 – Spezielle Scharfschützen-Variante mit kurzem Lauf, Schalldämpfergewinde und einer Montagemöglichkeit für Zielfernrohre auf dem Tragegriff.
  - OZ-14-1A-04 7,62/40 – Granatwerfer-Variante mit langem Lauf und einem GP-30-Unterlauf-Granatwerfer.
- OZ-14-2A – Experimentelles Modell im Kaliber 5,45 × 39 mm M74. Wurde wegen der mangelnden Stoppwirkung im Vergleich zu den M43 und 9×39-mm-Unterschallmodellen fallengelassen.
- OZ-14-3A – Experimentelles Modell im Kaliber 5,56 × 45 mm NATO. Ging aufgrund mangelnden Interesses des Militärs und der Auslandskunden der Firma nicht in Produktion.
- OZ-14-4A Grosa-4 – Hauptmodell im Kaliber 9 × 39 mm Unterschall; nutzt dieselben 20-Schuss-Magazine wie das AS-Wal-Sturmgewehr und das Wintores-Scharfschützengewehr. Wurde 1994 bei den OMON-Spezialtruppen des Innenministeriums eingeführt.
  - OZ-14-4A-01 – Karabiner-Variante mit kurzem Lauf und einem vorderen vertikalen Griff.
  - OZ-14-4A-02 – Spezielle Karabiner-Variante mit kurzem Lauf und Schalldämpfergewinde.
  - OZ-14-4A-03 – Spezielle Scharfschützenvariante mit kurzem Lauf, Schalldämpfergewinde und einer Montagemöglichkeit für Zielfernrohre auf dem Tragegriff.
  - OZ-14-4A-04 9/40 – Granatwerfer-Variante mit langem Lauf und einem GP-30-Unterlauf-Granatwerfer.

### Vorteile
- Kompaktheit, relativ geringes Gewicht und das Bullpup-Layout sorgen für eine gute Balance und reduziertes Verreißen.
- Genauso verlässlich wie die Kalaschnikow-Sturmgewehre, da das Innenleben auf demselben Design basiert.
- 9×39-mm-SP-5 und -SP-6-Unterschallgeschosse ermöglichen zusammen mit dem mitgelieferten Schalldämpfer sehr leises Schießen.
- Das schwere 9-mm-Geschoss (16 g) hat eine hohe Stoppwirkung.
- Gute Präzision, zusammen mit hohem Schadenspotential und guter Durchschlagskraft der Geschosse und eine ordentliche Schussfrequenz ermöglichen das zuverlässige Bekämpfen von Zielen mit ballistischen Schutzwesten der Klasse III und von Zielen hinter Deckungen.
- Der modulare Aufbau ermöglicht es, das System in ein Sturmgewehr, ein Nahkampf-Sturmgewehr, einen Granatwerfer oder ein Scharfschützengewehr umzubauen.
- Die Unterschallgeschwindigkeit der 9×39-mm-Geschosse macht sie überraschend brauchbar für Nahkampfsituationen, wobei das Grosa keine Ausnahme bildet.

### Nachteile
- Die kurze Visierlinie erschwert das Zielen.
- Das Bullpup-Layout erschwert den Magazinwechsel.
- Die 9×39-mm-Unterschallversion hat mit 20 Schuss nur eine geringe Magazinkapazität.
- Die Benutzung eines gemeinsamen Abzugs sowohl für das Sturmgewehr als auch den Granatwerfer verlangsamt den Wechsel zwischen den beiden Geschossarten.
- Die seitlichen Montagemöglichkeiten für verschiedene optische Zielhilfen müssen extra montiert werden.
- Bei Varianten ohne Granatwerfer verschiebt sich der Schwerpunkt.
- Linkshändiges Schießen ist unmöglich, da die Hülsen nahe am Gesicht an der rechten Seite der Waffe ausgeworfen werden.
- Der Schwerpunkt befindet sich im Pistolengriff und belastet die rechte Hand, was die Präzision verringert.